# Велака (Флорида)
Велака (англ. Welaka) — муниципалитет, расположенный в округе Патнам (штат Флорида, США) с населением в 586 человек по статистическим данным переписи 2000 года.

## География
По данным Бюро переписи населения США муниципалитет Велака имеет общую площадь в 3,63 квадратных километров, водных ресурсов в черте населённого пункта не имеется.
Муниципалитет Велака расположен на высоте 8 м над уровнем моря.

## Демография
По данным переписи населения 2000 года в Велакe проживало 586 человек, 173 семьи, насчитывалось 276 домашних хозяйств и 368 жилых домов. Средняя плотность населения составляла около 161,43 человек на один квадратный километр. Расовый состав населённого пункта распределился следующим образом: 67,06 % белых, 28,84 % — чёрных или афроамериканцев, 0,34 % — коренных американцев, 0,17 % — выходцев с тихоокеанских островов, 1,37 % — представителей смешанных рас, 2,22 % — других народностей. Испаноговорящие составили 3,41 % от всех жителей.
Из 276 домашних хозяйств в 16,7 % воспитывали детей в возрасте до 18 лет, 47,5 % представляли собой совместно проживающие супружеские пары, в 12,7 % семей женщины проживали без мужей, 37,3 % не имели семей. 31,9 % от общего числа семей на момент переписи жили самостоятельно, при этом 17,8 % составили одинокие пожилые люди в возрасте 65 лет и старше. Средний размер домашнего хозяйства составил 2,12 человек, а средний размер семьи — 2,63 человек.
Население муниципалитета по возрастному диапазону по данным переписи 2000 года распределилось следующим образом: 17,2 % — жители младше 18 лет, 5,5 % — между 18 и 24 годами, 19,6 % — от 25 до 44 лет, 30,2 % — от 45 до 64 лет и 27,5 % — в возрасте 65 лет и старше. Средний возраст жителей составил 52 года. На каждые 100 женщин в Велакe приходилось 86,6 мужчин, при этом на каждые сто женщин 18 лет и старше приходилось 84,4 мужчин также старше 18 лет.
Средний доход на одно домашнее хозяйство составил 25 069 долларов США, а средний доход на одну семью — 30 938 долларов. При этом мужчины имели средний доход в 29 583 доллара США в год против 20 938 долларов среднегодового дохода у женщин. Доход на душу населения составил 25 069 долларов в год. 15,8 % от всего числа семей в населённом пункте и 25,0 % от всей численности населения находилось на момент переписи населения за чертой бедности, при этом 38,2 % из них были моложе 18 лет и 11,1 % — в возрасте 65 лет и старше.